# Carl Pahlin
Carl „Calle“ Pahlin (* 28. Januar 1915 in Köja, Bjärtrå; † 5. Januar 2010 in Lugnvik, Östersund) war ein schwedischer Skilangläufer.

## Sportlicher Werdegang
Pahlin begann im jungen Alter mit dem Skilaufen beim örtlichen Sportverein in Köja. Mit 13 Jahren überraschte er bei einem Nachwuchswettbewerb, bei dem er älteren Läufern davonlief und schließlich gewann. In der Folge wurde er regelmäßig bei regionalen und nationalen Ausscheidungswettbewerben eingesetzt und als Ersatzmann zu den Schwedischen Meisterschaften entsandt. Seinen Durchbruch feierte er 1933 in Härnösand, wo er den schwedischen Juniorenmeister Gustav Jonsson besiegen konnte.
1938 siegte er mit der Staffel bei den Schwedischen Meisterschaften und sicherte sich so seinen ersten nationalen Titel. Wenig später reiste er zu den Nordischen Skiweltmeisterschaften 1938 ins finnische Lahti, wo er über die 18 km einen guten siebenten Platz erreichte. Ein Jahr später bei den Weltmeisterschaften 1939 in Zakopane gewann er nach Bronze über die 18-km-Einzeldistanz gemeinsam mit Alvar Hägglund, Selm Stenvall und John Westbergh die Silbermedaille hinter dem finnischen Team. 1940 gewann Pahlin seinen zweiten nationalen Titel mit der Staffel.
Bei den Weltmeisterschaften 1941 in Cortina d’Ampezzo gewann er erneut Bronze mit der Staffel. Nach dem Beschluss des Internationalen Skiverbandes 1946 wurden diese aber für ungültig erklärt, woraufhin sie ihren offiziellen Charakter verloren.
Pahlin bestritt sieben Mal den Wasalauf, wobei ein sechster Platz sein bestes Resultat war.

## Familie und Privates
Pahlin wurde als einer von mehreren Kindern einer skibegeisterten Familie in Köja, einem Ortsteil der schwedischen Gemeinde Bjärtrå. Seine Eltern besaßen einen Bauernhof, sein Vater arbeitete im örtlichen Sägewerk. Dort begann Pahlin nach der Schule ebenfalls zu arbeiten. Nach der Absolvierung seines Dienstes bei der Schwedischen Marine arbeitete er als Zimmermann in Nordlander und Höglund. Nach seiner sportlichen Karriere eröffnete er ein Sportgeschäft in Lugnvik.
1937 heiratete Pahlin in Lugnvik Anna Åslund, die jedoch bereits 1959 verstarb. Seine zweite Ehe führte er mit Elsa Wiklund aus Sandslån, welche 1995 verstarb. Mit beiden Ehefrauen hatte er insgesamt drei Töchter, Anita, Carol und Jeanette.
Pahlin betrieb den Skisport noch bis ins hohe Alter. Erst mit 85 musste er aus gesundheitlichen Gründen seine Leidenschaft beenden.